# Шабалыт бута
«Шабалыт бута» (азерб. Şabalıd buta) — азербайджанские ворсовые ковры, входящие в карабахскую группу Карабахского типа. Ковры «Шабалыт бута» относятся к Карабахским коврам сложной композиции. Основными центрами производства ковров «Шабалыт бута» были Джебраил, Агдам и Мугань. В более ранний период ковры такого же рисунка ткались в ковроткацких пунктах, расположенных в Иранском Азербайджане, но они были грубее карабахских. Большой популярностью пользовались шёлковые ковры «Шабалыт бута», сотканные в Джебраиле. 

## Художественные особенности
Серединное поле ковра покрывают узоры бута, обращённые влево и вправо. Художественное качество ковра определяется расстоянием между бута. На серединном поле ковра, на которых бута расположены плотнее, смотрятся лучше, чем ковры с композицией из более редких бута. Также встречаются ковры «Шабалыт бута», серединное поле которых заполняют «готазлы бута» («бута с кисточкой») и «эйри бута» («кривая бута»). 

## Технические особенности
Ковры «Шабалыт бута» производились разных размеров. В последнее время чаще всего ткались удлинённые ковры. Плотность узлов: на каждом квадратном дециметре помещается примерно 40×40 узлов (на каждом квадратном метре — около 160 000 узлов). Высота ворса 6—8 миллиметров.